# Little Man
Little Man (titulada: Chiquito pero peligroso en Hispanoamérica y Pequeño pero matón en España) es una película de comedia estadounidense dirigida por Keenen Ivory Wayans. Está protagonizada por Marlon Wayans, Shawn Wayans, Kerry Washington y Tracy Morgan. Se caracteriza por tener miembros del bastante largo, clan Wayans, mostrando a tres miembros del clan, cuyos dos son los protagonistas de la historia.

## Argumento
Después de varios años en la cárcel, Calvin Sims (Marlon Wayans), un duro ladrón de joyas que no supera el metro de altura, decide retirarse del mundo del delito no sin antes dar el gran golpe. Calvin y su socio Percy (Tracy Morgan) reciben el encargo por parte del Sr. Walken (Chazz Palminteri) y su grupo de matones, de robar un valioso diamante con un plan perfecto. Pero el plan falla y Calvin tiene que esconder el diamante dentro del bolso de Vanessa Edwards (Kerry Washington) para sacarlo de la joyería y no acabar de nuevo en prisión. Vanessa y su marido, Darryl (Shawn Wayans), regresan a casa sin saber que se han convertido en cómplices de un robo y que los dos ladrones harán todo lo posible para recuperar el diamante. A Calvin, que mientras estaba en la joyería ha oído hablar a los Edwards sobre su deseo de tener un niño, no se le ocurre otra cosa que disfrazarse de bebé abandonado para poder entrar en su casa y recuperar la joya. Más allá de tener características inusuales en un bebe, como una Cicatriz, y un Tatuaje, es aceptado por la familia, sin darse cuenta de las verdaderas intenciones del bebé y lo que realmente tenía en su bolso Vanessa. 
La tarea se hace bastante difícil ya que, como creen que es un bebé, lo sacan de su privacidad para elaborar el robo y lo presentan a sus amigos e hijos, que Calvin les enseña a ser chicos malos. Además de encariñarse con la familia, tras manifestar que no son padres perfectos y están bastante desanimados por considerarse inexpertos en el tema de "ser padres por primera vez" y el festejo de su primer cumpleaños, cosa que lo emociona mucho, ya que este maleante, a pesar de ser malo, tiene sentimientos sobre su oscuro pasado, nunca había tenido una fiesta de cumpleaños en toda su vida, de hecho, ni siquiera logró conocer a sus padres realmente y valora mucho el cariño de la pareja inexperta. Y por último el gran problema: la única persona que descubrió el secreto, el abuelo Francis "Pops", le pisa los talones. Y para empeorarlo, Vanessa encuentra la joya pensando que el marido se la regaló. Mediante un oso de felpa con una cámara oculta que el abuelo puso para espiar a Calvin, Darryl descubre toda la verdad y llaman a la policía, pero antes, los matones, viendo las constantes fallas de Percy y Calvin para recuperar la joya, van a la casa a la fuerza, creyendo que Darryl es socio de Percy tras que este intento ir a la casa a recuperar al falso bebe. Pero Darryl se negó recriminándole las cosas que le había hecho al bebe (los moretones y los tatuajes), lo que los matones interpretan como una traición del falso padre a quien era su supuesto socio y van a recuperar la joya preciada y muy codiciada. Sin embargo,  Calvin se arrepiente y haciéndose pasar de bebe, vuelve y junto con Darryl logran vencer a los matones, metiendo los en prisión, devolviendo la joya sin consecuencias, y siendo aceptado por todos los miembros de la familia.
Al final, la pareja tuvo otro bebé, irónicamente, con la cara de Calvin.

## Reparto
- Marlon Wayans como Calvin Sims.
- Shawn Wayans como Darryl Edwards.
- Kerry Washington como Vanessa Edwards.
- John Witherspoon como Pops, el abuelo.
- Brittany Daniel como Brittany.
- Tracy Morgan como Percy.
- Lochlyn Munro como Greg.
- Chazz Palminteri como Walken.
- Fred Stoller como Richard.
- Alex Borstein como Janet.
- Molly Shannon como Soccer Mom.
- David Alan Grier como Jimmy.
- Dave Sheridan como Rosco.
- Kelly Coffield Park como La Joyera.
- Damien Dante Wayans como Oficial de Policía.
- Rob Schneider como D-Rex.
- Uriel García como Shaq.
- Linden Porco y Gabriel Pimentel como Doble de cuerpo de Calvin.

## Recepción
La mayoría de las reseñas de Little Man fueron negativas. Está situado en Rotten Tomatoes con un 18% basado en 36 reseñas. El consenso dice: "Otra comedia normal de los hermanos Wayans, Little Man vino con las buenas risas, pero olvidó traer la diversión."